# Waleri Borissowitsch Charlamow
Waleri Borissowitsch Charlamow (russisch Валерий Борисович Харламов; * 14. Januar 1948 in Moskau, Russische SFSR; † 27. August 1981 in der Nähe von Solnetschnogorsk) war ein sowjetischer Eishockeyspieler und ist Mitglied der Hockey Hall of Fame.

## Karriere
Seine Karriere begann am 22. Oktober 1967 im legendären Armeeclub HK ZSKA Moskau. Aber nach einem Spiel wurde er zusammen mit Verteidiger Alexander Gussew zu Zwezda aus Tschebarkul transferiert, wo er bei 40 Spielen mit 34 Toren gefährlichster Stürmer der Mannschaft war.
Am 10. März 1968 wurde er vom ZSKA zurückgeholt. Hier konnte er in 436 Spielen 293 Tore und 214 Assists erzielen. Mit ZSKA wurde er elf Mal sowjetischer Meister. Seine Kombination von Geschwindigkeit, Stärke und Intelligenz machte ihn sehr früh für die sowjetische Nationalmannschaft interessant. Mit ihr gewann er zwei olympische Goldmedaillen, acht Weltmeisterschaften, sieben Europameisterschaften, wurde vier Mal in das WM-All-Star-Team gewählt und wurde 1972 Topscorer im Trikot der „Sbornaja“. Seine größte Niederlage war bei den  Olympischen Winterspielen 1980 im legendären Spiel (Miracle on Ice) gegen die USA, welches 3:4 verloren wurde. Mit seinen Partnern Boris Michailow (rechter Flügelspieler) und Wladimir Petrow (Center) bildete er eine großartige Sturmreihe, welche zeitlich der berühmten KLM-Reihe vorausging.

Büste Charlamows auf seinem Grab auf dem Kunzewoer Friedhof

Wladislaw Tretjak, ebenfalls Mitglied der Hockey Hall of Fame, sagte über ihn: "His talents were God-given and he could do practically everything — a smart play, a tricky pass, a precise shot. Everything he did looked so easy, so elegant. His execution of hockey was aesthetic and he amazed millions." (etwa: Seine Talente wurden ihm von Gott gegeben, und er konnte praktisch alles – ein geschicktes Spiel, einen raffinierten Pass, einen präzisen Schuss. Alles was er tat, sah so leicht und elegant aus. Sein Hockey-Spiel war ästhetisch, und er verblüffte damit Millionen.)
Charlamow und seine Frau starben am 27. August 1981 bei einem tragischen Autounfall auf dem Heimweg aus den Ferien.
1998 wurde er postum mit der Aufnahme in die IIHF Hall of Fame, 2004 mit der Aufnahme in die Russische Hockey Hall of Fame und 2005 mit der Aufnahme in die Hockey Hall of Fame geehrt. Bereits 1969 hatte er in der UdSSR eine ähnliche Ehrung erfahren, als er als Verdienter Meister des Sports ausgezeichnet worden war.

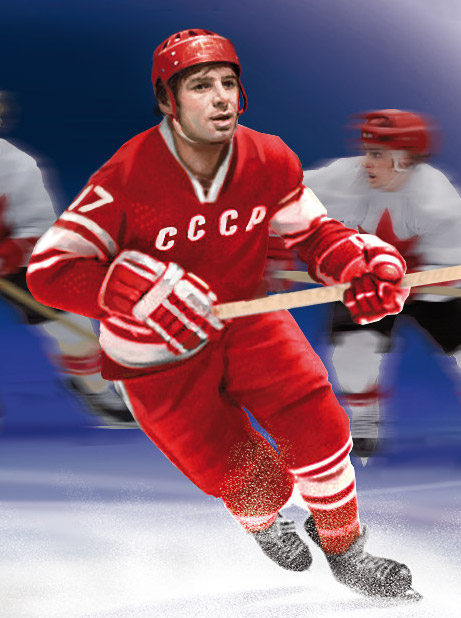
Charlamow auf einer Briefmarke (2023)

Denkmal für Charlamow in Moskau

## Erfolge und Auszeichnungen
- Sowjetischer Meister 1968, 1970 bis 1973, 1975, 1977 bis 1981 mit ZSKA Moskau
- Goldmedaille bei den Weltmeisterschaften 1969, 1970, 1971, 1973, 1974, 1975, 1978, 1979
- Goldmedaille bei den Olympischen Spielen 1972, 1976
- MVP der sowjetischen Liga 1972
- USSR All Stars 1971–1976, 1978
- Bester Stürmer der Weltmeisterschaft 1976
- All-Star-Team der Weltmeisterschaften 1972, 1973, 1975, 1976
- Orden des Roten Banners der Arbeit 1975, 1978
- Ehrenzeichen der Sowjetunion 1972
- Medaille „Für heldenmütige Arbeit“ 1969
- Benennung eines Asteroiden nach ihm 2003: (10675) Kharlamov

## Karrierestatistik

### International
(Legende zur Spielerstatistik: Sp oder GP = absolvierte Spiele; T oder G = erzielte Tore; V oder A = erzielte Assists; Pkt oder Pts = erzielte Scorerpunkte; SM oder PIM = erhaltene Strafminuten; +/− = Plus/Minus-Bilanz; PP = erzielte Überzahltore; SH = erzielte Unterzahltore; GW = erzielte Siegtore; 1 Play-downs/Relegation; Kursiv: Statistik nicht vollständig)